# Akuyaku Reijou Tensei Ojisan
Akuyaku Reijou Tensei Ojisan (яп. 悪役令嬢転生おじさん, Akuyaku Reijō Tensei Oji-san, англ. From Bureaucrat to Villainess: Dad's Been Reincarnated!, укр. Дядько, що переродився лиходійкою) — манґа, написана та проілюстрована Мічіро Уеямою. З березня 2020 року виходить у журналі манґи Young King Ours GH видавництва Shōnen Gahōsha, і станом на серпень 2024 року його розділи зібрано в семи томах танкобон. У січні 2025 року відбулася прем'єра аніме-адаптації виробництва Ajia-do Animation Works.

## Персонажі
Тондабаяші Кендзабуро (яп. 屯田林 憲三郎, Tondabayashi Kenzaburō)
Сейю: Іноуе Кадзухіко
Ґрейс Оверн (яп. グレイス・オーヴェルヌ, Gureisu Ōverunu)
Сейю: M.A.O
Анна Долл (яп. アンナ・ドール, Anna Dōru)
Сейю: Акіра Секіне
Вірджил В'єрж (яп. ヴィルジール・ヴィエルジ, Virujīru Vieruji)
Сейю: Кайто Ішікава
Річард Версо (яп. リシャール・ヴェルソー, Rishāru Verusō)
Сейю: Юїчіро Умехара
Оґюст Ліон (яп. オーギュスト・リオン, Ōgyusuto Rion)
Сейю: Рьота Судзукі
П'єр Жемо (яп. ピエール・ジェモー, Piēru Jemō)
Сейю: Такума Наґацука
Ламберт Баланс (яп. ランベール・バランス, Ranbēru Baransu)
Сейю: Сеїчіро Ямашіта
Лукас В'єрж (яп. リュカ・ヴィエルジ, Ryuka Vieruji)
Сейю: Аої Коґа
Леопольд Оверн (яп. レオポルド・オーヴェルヌ, Reoporudo Ōvuerunu)
Сейю: Акіо Оцука
Жозетт (яп. ジョゼット, Jozetto)
Сейю: Ю Сасахара
Франсет Меркюрі (яп. フランセット・メルキュール, Furansetto Merukyūru)
Сейю: Юкі Кувахара
Ґарнет (яп. ガーネット, Gānetto)
Сейю: Юна Камакура
Директор (яп. 学園長, Gakuenchō)
Сейю: Хочу Оцука

## Медіа

### Манґа
Написана та проілюструвана Мічіро Уеямою, Akuyaku Reijou Tensei Ojisan почала виходити в журналі сейнен-манґи Young King Ours GH видавництва Shōnen Gahōsha 16 березня 2020 року. Shōnen Gahōsha зібрали свої розділи в окремі томи танкобон. Перший том вийшов 16 грудня 2020 року. Станом на серпень 2024 року вийшло сім томів.

#### Список томів
| № | Дата виходу    | ISBN                   |
| - | -------------- | ---------------------- |
| 1 | 16 грудня 2020 | ISBN 978-4-7859-6827-4 |
| 2 | 2 серпня 2021  | ISBN 978-4-7859-6968-4 |
| 3 | 5 квітня 2022  | ISBN 978-4-7859-7114-4 |
| 4 | 28 грудня 2022 | ISBN 978-4-7859-7308-7 |
| 5 | 5 червня 2023  | ISBN 978-4-7859-7406-0 |
| 6 | 4 січня 2024   | ISBN 978-4-7859-7578-4 |
| 7 | 5 серпня 2024  | ISBN 978-4-7859-7726-9 |

### Аніме
У січні 2024 року було оголошено, що манга отримає телевізійну аніме-адаптацію. За анімацію відповідає Ajia-do Animation Works, режисером став Тецуя Такеучі, за серіальну композицію відповідає Шінґо Іріе, за дизайн персонажів — Харука Мацунае, а за дизайн монстрів — Юкі Міямото. Композиторами стали Нацумі Табучі, Місакі Цучіда, Цуґумі Танака, Рейко Абе та Кахо Савада. Прем'єра серіалу запланована на 10 січня 2025 року в програмному блоці Super Animeism Turbo на дочірніх блоках JNN, включно з MBS і TBS .

## Сприйняття
У 2020 році манґа була номінована на шосту премію Next Manga Awards у категорії друкованих видань і посіла четверте місце з 50 номінантів із 17 633 голосами.

## Нотатки
1. ↑  MBS вказали дату прем'єри 9 січня о 24:26, тобто фактично 10 січня о 12:26 за японським часом.[17]